# Robert F. Taft

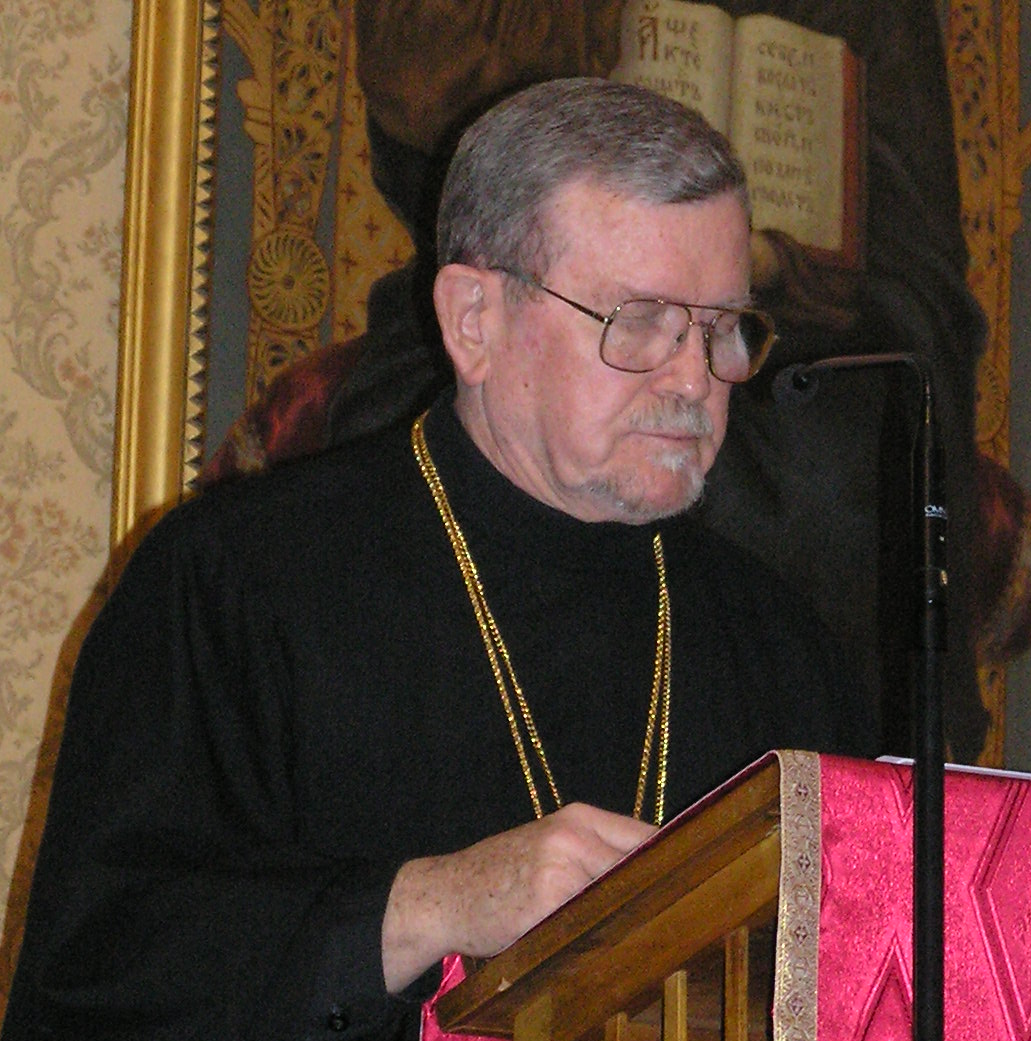
Archimandrit Robert F. Taft SJ (2006)

Robert Francis Taft SJ (* 9. Januar 1932 in Providence, Vereinigte Staaten; † 2. November 2018 in Weston, Vereinigte Staaten) war ein US-amerikanischer Jesuit, Archimandrit der ukrainisch-griechisch-katholischen Kirche und Ostkirchenkundler. Er galt als Koryphäe orientalischer Liturgiewissenschaft und war langjähriger Professor am renommierten Päpstlichen Orientalischen Institut in Rom.

## Biografie
Robert F. Taft entstammte einer amerikanischen Politikerfamilie und war mit Präsident William Howard Taft und Senator Robert A. Taft verwandt.
Geboren in Providence, Rhode Island, wuchs Robert F. Taft im nahe gelegenen Cranston auf. Dort besuchte er die Schule der Schulbrüder, eines Ordens, der sich auf die christliche Erziehung von Kindern und Jugendlichen spezialisiert hat.
Im Jahr 1949 trat er in das Noviziat der Jesuiten in Shadowbrook in Lenox (Massachusetts) ein. Nach vier Jahren begann er seine philosophischen Studien am Boston College, der ältesten Hochschule der Jesuiten in den Vereinigten Staaten. Dieses schloss er 1955 mit dem Bachelor of Arts, 1956 mit dem Magister Artium bzw. Licentiatus philosophiae ab.
Von 1956 bis 1959 unterrichtete er am Jesuiten-College in Bagdad Englisch und war 1957–1959 Direktor der Senior Boarding School. Anschließend kehrte er in seine Heimat zurück und erlangte 1959–1961 den Magister in Russischer Sprache an der Fordham University in New York City.
Am Ende seines Theologiestudium 1961–1964 am Boston College wurde er 1963 zum katholischen Priester des byzantinischen Ritus geweiht. Seine jesuitische Ausbildung schloss er in Drongen in Belgien ab.
Er spezialisierte sich als Doktor der Ostkirchenkunde am Päpstlichen Orientalischen Institut in Rom 1970 und 1972 in orientalischer Philologie in Löwen in Belgien.
Anschließend wurde er am Päpstlichen Orientalischen Institut (PIO) in Rom zunächst außerordentlicher Professor für die Einführung in die orientalischen Liturgien, sowohl für die koptische als auch die armenische. Ab 1979 bis 2012 war er ordentlicher Professor und Lehrstuhlinhaber für orientalische Liturgie und Sprachen am PIO. Er wirkte u. a. als Konsultor der Ostkirchenkongregation (heute: Dikasterium für die orientalischen Kirchen).

## Werk
Robert F. Taft war einer der renommiertesten Ostkirchenkundler weltweit und wurde nicht nur von katholischer Seite, sondern auch in der orthodoxen Kirche hoch geschätzt.
Eines seiner Hauptwerke ist die sechsbändige Studie zur Geschichte der Göttlichen Liturgie des Heiligen Johannes Chrysostomos. Dazu kommen weitere 28 Monografien und über 800 weitere Veröffentlichungen.

## Ehrungen
Am 5. Mai 1998 wurde Taft zum Archimandriten der Ukrainischen griechisch-katholischen Kirche geweiht. Am 11. November 1999 erhielt er im Namen des Ökumenischen Patriarchats das Recht ein zweites Brustkreuz zu tragen. Im Collegium Orientale Eichstätt ist der zentrale Diwan (Empfangsraum) nach Robert F. Taft benannt, auch weil sein akademischer Nachlass der Katholischen Universität Eichstätt-Ingolstadt vermacht wurde.
Er erhielt zahlreiche Ehrendoktorwürden, zuletzt 2017 der Ukrainischen Katholischen Universität in Lemberg. Zudem war er u. a. Corresponding Fellow der British Academy, der höchsten britischen Auszeichnung für ausländische Wissenschaftler.

## Auswahlbibliografie
- The Liturgy of the Hours in East and West, 1986 (erhielt den ‘Best book in Theology’ Preis der amerikanischen Catholic Press Association).
- The Byzantine Rite: A Short History, Collegeville 1999 (übersetzt in zahlreiche Sprachen).
- A History of the Liturgy of St. John Chrysostom (6 Bde.), Orientalia Christiana Analecta, Rom, 1978–2008.[6]
  - A History of the Liturgy of St. John Chrysostom: Vol. II, The Great Entrance: A History of the Transfer of Gifts and Other Preanaphoral Rites, 1975 (2nd revised ed., 1978; new material 4th ed., 2004).
  - A History of the Liturgy of St. John Chrysostom: Vol. III, forthcoming.
  - A History of the Liturgy of St. John Chrysostom: Vol. IV, The Diptychs, 1991.
  - A History of the Liturgy of St. John Chrysostom: Vol. V, The Precommunion Rites, 2000.
  - A History of the Liturgy of St. John Chrysostom Vol. VI: The Communion, Thanksgiving, and Concluding Rites, 2008.